# Krasnojarsk
Krasnojarsk (Russisch: Красноярск) is een stad in het Oost-Siberische deel van Rusland. Het is de derde stad van Siberië en de hoofdstad van de (regio) gelijknamige kraj (regio), het op een na grootste deelgebied van Rusland. De trans-Siberische spoorlijn, die de Russische hoofdstad Moskou verbindt met Vladivostok, kruist in Krasnojarsk de Jenisej, de grootste rivier van Siberië. Krasnojarsk ligt iets voor het midden van de lijn, op ruim 4000 spoorkilometers van Moskou; hemelsbreed is de afstand ruim 3300 kilometer. De twee steden liggen nagenoeg op dezelfde breedtegraad en er heerst een landklimaat.
De plaats ontstond in de 17e eeuw als fort en groeide in de 19e eeuw, toen er verbindingswegen aangelegd werden in Siberië. De stad ontwikkelde zich onder de tsaren en onder Stalin als industriestad, maar ook als verbanningsoord. In de Tweede Wereldoorlog kwamen er veel nieuwe fabrieken.

## Geschiedenis
De stad werd in juli 1628 gesticht als fort (ostrog). Troepen van dienstlieden geleid door kozak Andrej Doebenskoj bouwden de vesting bij de samenvloeiing van de rivieren Katsja en Jenisej, om de grens te beschermen tegen aanvallen van de Tataren die langs de Jenisej en haar zijrivieren woonden. Het fort kreeg de naam Krasny Jar (Кра́сный Яр), de Russische vertaling van de inheemse (Tataarse) naam van de plaats Kyzyl Dzhar, wat zoveel betekent als "Rode Afgrond".

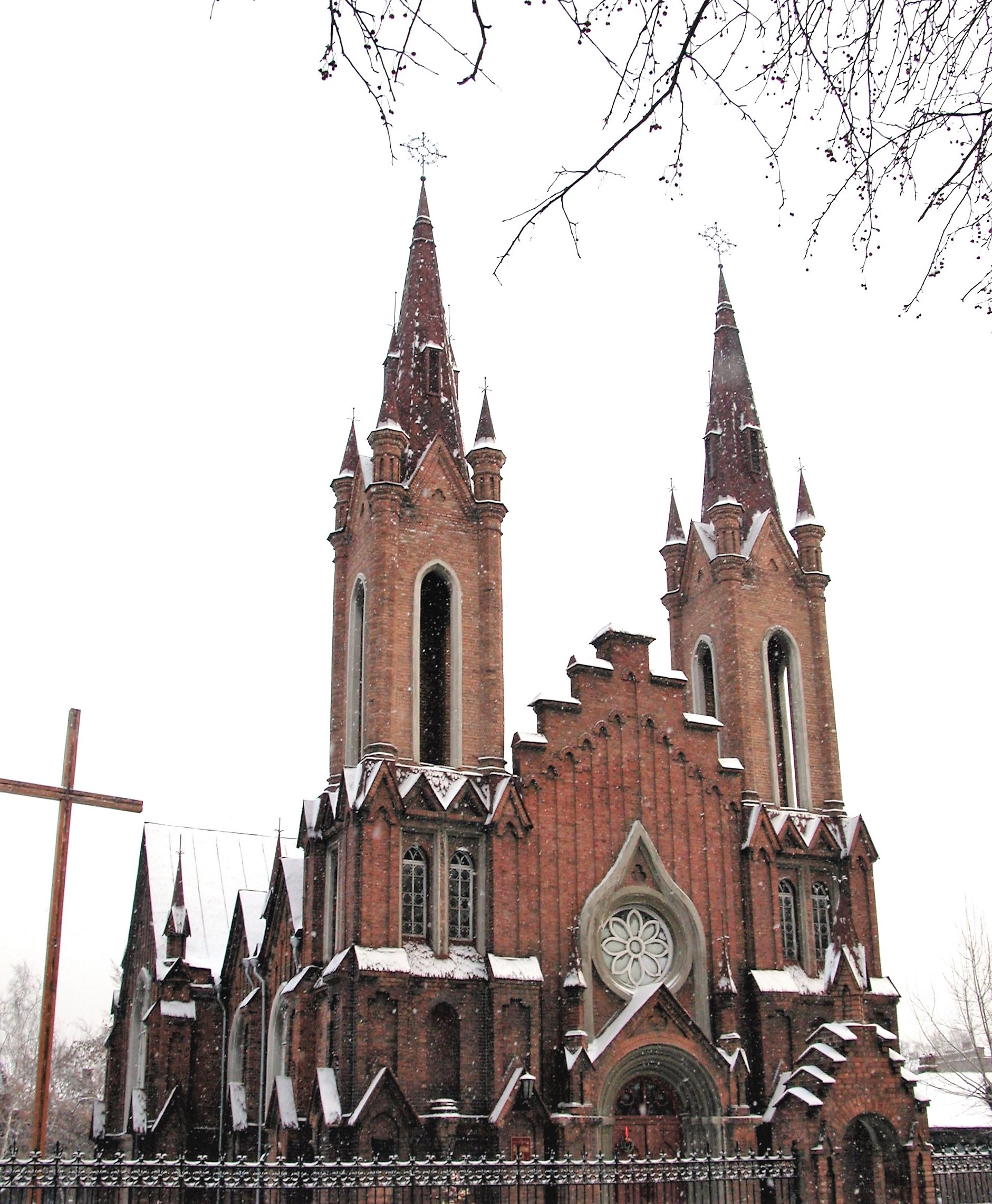
Orgelhal van de filharmonie

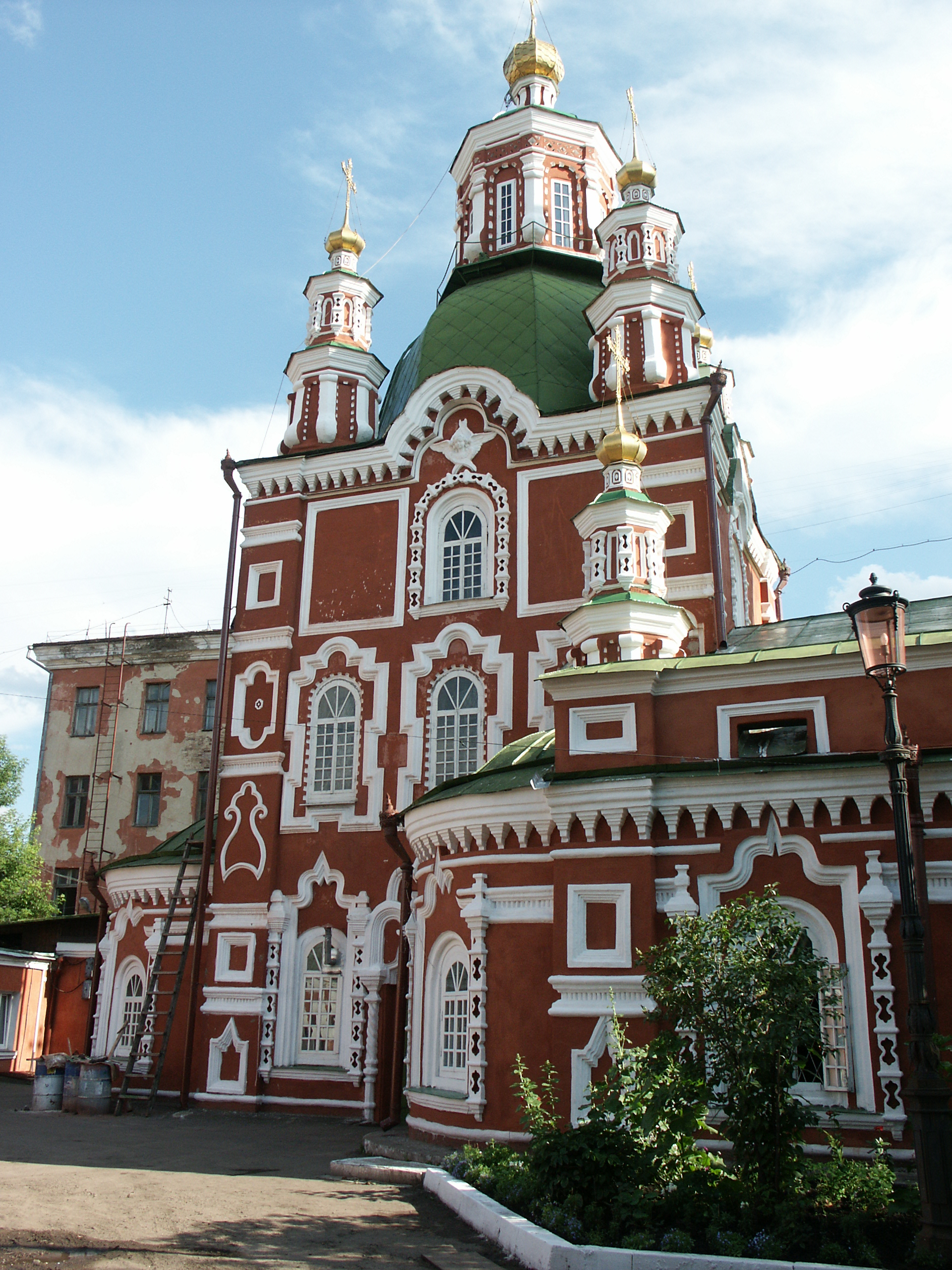
Maria-Voorbede-kathedraal

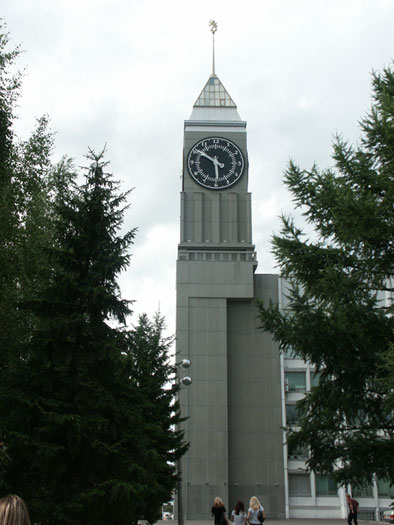
Stadhuis

De plaats groeide toen de Moskouse Postroute zich in de 19e eeuw naar het zuiden verschoof en de stad verbond met de nabije steden Atsjinsk en Kansk en met de rest van Rusland. Later zorgden de ontdekking van goud (zie Siberische goldrush) en de komst van de trans-Siberische spoorlijn voor verdere groei.
In 1822 kreeg Krasny Jar de status van stad en werd het hernoemd tot Krasnojarsk. In de 19e eeuw was Krasnojarsk het centrum van de Siberische Kozakken. Aan het einde van de 19e eeuw telde de stad al enige fabrieken en spoorwegwerkplaatsen. De stad deed ook dienst als ballingsoord voor tegenstanders van het tsaristische regime, zo werden acht decembristen na hun mislukte opstand naar Krasnojarsk verbannen.
Het grootste deel van de industrie van de stad werd ontwikkeld na de Russische Revolutie van 1917, in het kader van de vijfjarenplannen. In 1934 werd de kraj Krasnojarsk opgericht, waarvan de stad Krasnojarsk de hoofdstad werd. In de stalinistische periode was Krasnojarsk een belangrijk Goelag-centrum, met Kraslag (of Krasnojarski ITL) als grootste strafkamp.
Tijdens de Tweede Wereldoorlog werd een groot aantal fabrieken uit het westen van het land naar de regio Krasnojarsk verplaatst, om te voorkomen dat ze in handen van de Duitsers zouden vallen. Dit gaf de stad een sterke economische impuls. Na de Tweede Wereldoorlog werd de industrie nog verder ontwikkeld door onder andere een aluminiumfabriek te bouwen.
Aan het eind van de jaren zeventig begon de bouw van een radarpost bij Krasnojarsk, waardoor het ABM-verdrag werd geschonden. Na lange protesten van de Verenigde Staten werd de bouw gestopt.
Na de val van de Sovjet-Unie werd de industrie geprivatiseerd. Een aantal bedrijven kwam hierbij in handen van criminele organisaties, andere werden bankroet verklaard, wat geleid heeft tot een groot aantal stakingen en een hoge werkloosheid. De gevolgen van de privatiseringen leveren nog steeds grote problemen op, doordat de meeste bedrijven in handen zijn van monopolisten en oligarchen. Een groot schandaal voltrok zich in de tweede helft van de jaren 90, toen de zakenman Anatoli Bykov de eigendom van de Aluminiumfabriek werd ontnomen, nadat hij beschuldigd was van de moord op zijn zakenpartner Vilor Stroeganov. De moord bleek uiteindelijk fictief te zijn.
Sinds de verkiezing van Pjotr Pimasjkov tot burgemeester in 1996 is het stadsgezicht verbeterd. Historische gebouwen zijn gerestaureerd, trottoirs zijn herbestraat en vele pleinen zijn opgeluisterd met fonteinen.

## Geografie
Krasnojarsk ligt zo'n 4000 kilometer ten oosten van Moskou, op 56° 02′ NB, 93° 04′ OL in Oost-Siberië. De totale oppervlakte van de stad (inclusief buitenwijken en de rivier) is 172 km². Krasnojarsk is gesitueerd op beide oevers van de Jenisej, die in de stad van west naar oost stroomt. Het peil van de Jenisej is plaatselijk 136 meter boven zeeniveau. In de rivier liggen diverse eilandjes, waarvan de grootste, Tatysjev en Otdycha, voornamelijk voor recreatiedoeleinden gebruikt worden.
In het zuiden en het westen wordt de stad omgeven door beboste heuvels met een gemiddelde hoogte van 410 meter boven de Jenisej. De hellingen op de rechteroever (zuid) zijn steiler dan die op de linkeroever (noord). De rechteroever staat bekend om zijn gigantische rotskliffen in het nationaal park Stolby. In de omgeving van Krasnojarsk bevindt zich ook een aantal natuurlijke meren.

### Klimaat
In de klimaatclassificatie van Köppen is het klimaatype Dfb: landklimaat zonder droog seizoen en met warme zomers. De gemiddelde temperatuur in januari is -15 °C, in juli +18 °C. De laagste gemeten temperatuur ooit is -56 °C, de hoogste +36 °C. Ondanks de gemiddelde jaartemperatuur van 0,9 graden bevriest de Jenisey niet, vanwege de waterkrachtcentrale in Divnogorsk, 32 km stroomopwaarts. Anderzijds komt de watertemperatuur in de zomer niet boven de +14 °C.
| Maand                  | jan   | feb   | mrt   | apr  | mei  | jun  | jul  | aug  | sep  | okt  | nov   | dec   | Jaar |
| ---------------------- | ----- | ----- | ----- | ---- | ---- | ---- | ---- | ---- | ---- | ---- | ----- | ----- | ---- |
| Gemiddeld maximum (°C) | −11,4 | −8,0  | −0,2  | 7,8  | 17,1 | 22,4 | 24,8 | 21,8 | 14,4 | 6,4  | −3,4  | −9,6  | 6,9  |
| Gemiddeld minimum (°C) | −19,2 | −16,9 | −10,1 | −2,6 | 4,7  | 10,3 | 13,4 | 10,8 | 4,8  | −1,6 | −10,6 | −17,1 | −2,8 |
|                        |       |       |       |      |      |      |      |      |      |      |       |       |      |
| Neerslag (mm)          | 18    | 13    | 16    | 32   | 45   | 63   | 76   | 67   | 50   | 43   | 38    | 30    | 491  |
| Bron: WeerOpReis.com   |       |       |       |      |      |      |      |      |      |      |       |       |      |

## Demografie
De bevolking van Krasnojarsk bestaat uit een aantal etniciteiten, de grootste bevolkingsgroepen zijn de Russen, Oekraïners, Wolga-Tataren, Russische Duitsers en Wit-Russen. In de afgelopen jaren is het aantal mensen van Kaukasische en Centraal-Aziatische afkomst, met name Tadzjieken en Oezbeken, sterk gestegen door vooral illegale immigratie.
Een andere grote groep immigranten wordt gevormd door de Chinezen, die in tegenstelling tot veel andere buitenlandse arbeidskrachten vooral werken in lucratieve sectoren als de handel. Veel Chinezen zijn actief op markten en er is zelfs een grote Chinese bazaar onder de naam Sodroezjestvo (bondgenootschap).

## Economie
Krasnojarsk is een industriecentrum waar onder andere rubberbanden, aluminium, landbouwwerktuigen, papier en koelkasten worden geproduceerd.
De stad is de zetel van de Russische luchtvaartmaatschappijen KrasAir en Sibaviatrans. Daarnaast beschikt Krasnojarsk over een haven aan de Jenisej, een scheepswerf en een scheepslift in de vorm van een hellend vlak. De waterkrachtcentrale bij de stuwdam van Krasnojarsk 30 kilometer ten zuiden van de stad is de op vier na grootste van de wereld en de tweede van Rusland. Door de dam die hiervoor gebouwd werd ontstond ten zuiden ervan het Stuwmeer van Krasnojarsk dat het lokale klimaat heeft beïnvloed en ervoor gezorgd heeft dat de Jenisej nu in plaats van 196 dagen per jaar het hele jaar bevaarbaar is geworden.
Zo'n vijftig km ten noordoosten van Krasnojarsk in vogelvlucht ligt het grootste ondergrondse industriecomplex van de wereld, Krasnojarsk-26. Dit is een zeer geheim en hermetisch van de buitenwereld afgesloten project waar sinds de jaren 1950 in drie plutoniumreactoren materiaal voor het Russische kernwapenprogramma gemaakt werd.

## Vervoer
Zowel de Jenisej als de trans-Siberische spoorlijn vormen belangrijke transportaders voor Krasnojarsk. De internationale luchthaven Jemeljanovo bevindt zich 27 kilometer ten noordwesten van de stad. Vlak ernaast ligt de binnenlandse luchthaven Tsjeremsjanka. Krasnojarsk is gelegen aan de autoweg Novosibirsk - Irkoetsk (M53), de M54 verbindt de stad via Abakan en Kyzyl met de Mongoolse grens.
Het stedelijke openbaar vervoer wordt verzorgd door stadsbussen, trolleybussen en trams. In het busvervoer zijn naast de gemeente ook commerciële bedrijven actief. Sinds 1993 bouwt men al aan de metro van Krasnojarsk, maar de aanleg wordt geplaagd door tegenslagen. Een concrete openingsdatum is nog niet te noemen

## Onderwijs en wetenschap
Krasnojarsk is samen met Novosibirsk een belangrijk centrum van onderwijs en wetenschap in Siberië. De stad kent meer dan dertig instellingen voor hoger onderwijs en een groot aantal onderzoeksinstituten, waarvan de meeste deel uitmaken van de Russische Academie van Wetenschappen. De belangrijkste onderwijsinstellingen zijn:
- Staatsuniversiteit Krasnojarsk (gesticht in 1963 als dependance van de Staatsuniversiteit van Novosibirsk, zelfstandig sinds 1969)
- Technische Staatsuniversiteit Krasnojarsk (gesticht in 1956)
- Agrarische Staatsuniversiteit Krasnojarsk
- Medische Staatsacademie Krasnojarsk
- Staatsacademie voor non-ferrometalen en goud
- Siberische Staatsuniversiteit voor technologie (de oudste universiteit van de stad, gesticht in 1930 als Siberisch Instituut voor bosbouw)
- Siberische ruimevaartacademie
- Staatshogeschool voor de kunsten Krasnojarsk
- Economische Staatshogeschool voor handel Krasnojarsk
- Pedagogische Staatsuniversiteit Krasnojarsk
- Staatsacademie voor architectuur en bouwkunde Krasnojarsk

Krasnojarsk heeft, zoals veel Russische steden, een speciaal stadsdistrict met de naam Akademgorodok (Academiestad), waar veel van de wetenschappelijke en onderwijsinstellingen zijn ondergebracht. In het daar gevestigde instituut voor biofysica werd in de periode 1973-1985 een succesvol experiment uitgevoerd met de ecologische isolatie van mensen. Het project droeg de naam Bios en is vergelijkbaar met het Amerikaanse Biosphere 2.

Andere onderzoeksinstituten zijn:
- V.N. Soekatsjov-instituut voor bosbouw
- L.V. Kirenski-instituut voor natuurkunde
- Instituut voor computersimulatie
- Instituut voor scheikunde en chemische technologie

## Cultuur

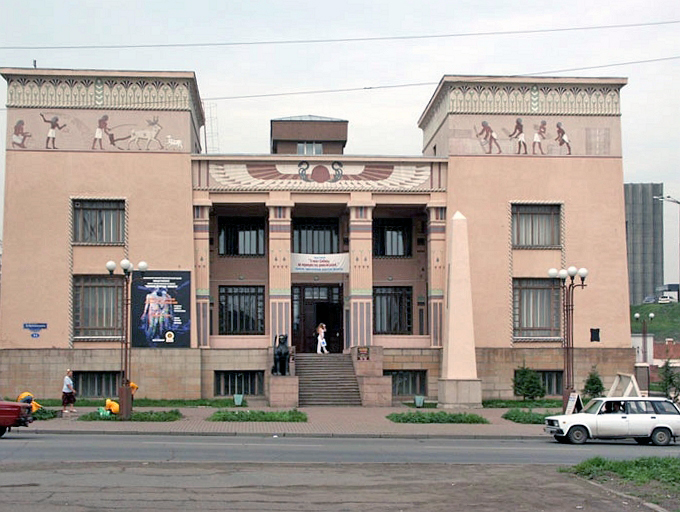
Museum van de kraj Krasnojarsk

### Architectuur
Krasnojarsk beschikt over een aantal historische gebouwen, waarvan de
Maria-Voorbede-kathedraal (1785-95, gerestaureerd 1977-8) het oudst is. Andere voorbeelden van Russisch-orthodoxe architectuur zijn de Kathedraal van de Annunciatie (1802-12), de Kathedraal van de Heilige Drie-eenheid (1802-12) en het voormalige huis van de aartsbisschop uit 1899.
Op de top van de heuvel Karaulnaja Gora, ooit een Tataarse offerplaats en later de locatie van de uitkijktoren van het fort van Krasnojarsk, staat de Paraskeva Pjatnitsa-kapel (1804, herbouwd in 1854-5). Deze kapel is een van de bekendste symbolen van de stad en is afgebeeld op het bankbiljet van tien roebel.
Andere opvallende gebouwen zijn de huizen van de koopman Nikolaj Gadalov (begin 20e eeuw), de rooms-katholieke kapel van de transfiguratie (1911), het museum van de Kraj Krasnojarsk met het uiterlijk van een oud-Egyptische tempel en de bestuurszetel van de kraj met twee torens erachter die als "ezelsoren" bekendstaan.

### Feestdagen en festivals

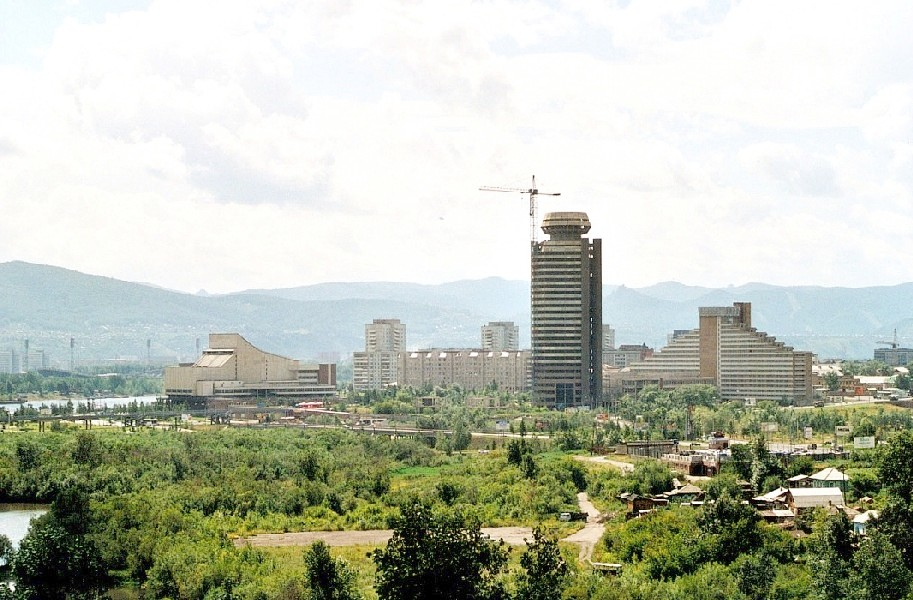
Een van de dolgostrojs van de stad: De nooit afgebouwde toren voor het Instituut voor Steenkoolmijnbouwtechniek van het Kansk-Atsjinsk-bekken. De bouw begon in de jaren 80 en was bijna voltooid in de jaren 90, toen door de perestrojka het geld opraakte.

In Krasnojarsk wordt jaarlijks een aantal plaatselijke feesten gevierd. De belangrijkste van deze feestdagen is de "Dag van de stad" (День города), gevierd in juni. Andere festiviteiten zijn het "Manafestival", meestal georganiseerd in het laatste weekend van juni met een traditionele bardwedstrijd, de internationale museumbiënnale, de museumnacht ter gelegenheid van de internationale museumdag (18 mei), het festival "Jazz aan de Jenisej" (Джаз на Енисее) en de "Stolbistendag" (День столбиста), die meerdere keren per jaar wordt gehouden in verband met het traditionele bergbeklimmen in het nationaal park Stolby.

## Geboren in Krasnojarsk
- Vasili Soerikov (1848-1916), schilder
- Bob Martin (1922-1998), Oostenrijks zanger
- Andreï Makine (1957), Frans schrijver
- Dmitri Chvorostovski (1962-2017), operazanger
- Svetlana Fedotkina (1967), langebaanschaatsster
- Aleksej Prosjin (1974), langebaanschaatser
- Joelia Petsjonkina (1978), hordeloopster
- Jelena Chroestaleva (1980), Kazachs biatlete
- Helene Fischer (1984), Duitse zangeres
- Aleksandr Tretjakov (1985), skeletonracer
- Jevgeni Oestjoegov (1985), biatleet
- Andrej Melnitsjenko (1992), langlaufer
- Nikolaj Martsenko (1993), autocoureur
- Nikita Tregoebov (1995), skeletonracer
- Anton Mitrjoeskin (1996), voetballer
- Dmitri Loginov (2000), snowboarder
- Sofia Samodoerova (2002), kunstschaatsster
- Erika Andrejeva (2004), tennisster
- Mirra Andrejeva (2007), tennisster

## Voetnoten
1. ↑  https://www.weeropreis.com/Krasnojarsk/per-maand/